# Couvent des Cordelières (Paris)
Koordinaten: 48° 50′ 5″ N, 2° 20′ 49″ O
Das Couvent des Cordelières, auch Couvent des Cordelières de l’église de Sainte-Claire l’Ourcine, lez Saint Marcel de Paris (16. Jh.) oder Cordelières de l’esglise Sainte-Claire de l’Oursine-lez-Saint-Marcel près Paris, war ein im Jahr 1289 in einem damaligen Vorort von Paris gegründetes Frauenkloster. Die Bezeichnung „Cordelières“ (Kordelträgerinnen) leitet sich von der Kordel ab, mit dem die früher in Frankreich auch filles de Sainte-Claire genannten Klarissen ihre Kutte zusammenschnürten.
Das Kloster lag in dem nach dem heiligen Marcellus von Paris benannten Bourg Saint-Marcel (Bourg Saint-Marceau), dem späteren Faubourg Saint-Marcel, im Bereich der Bièvre auf dem Gelände des späteren Krankenhauses "Hôpital Broca" (111 rue Léon-Maurice-Nordmann, 13. Arrdt.). Es diente Margarete von Provence, der Witwe Ludwigs des Heiligen und ihrer Tochter Blanche, der Witwe des 1275 verstorbenen Infanten von Kastilien Ferdinand de la Cerda, sowie später Isabella von Valois, der Schwester Philipps VI. als Witwensitz. Die Klosterkirche Sainte Claire de l’Oursine (oder Lourcine) war der heiligen Klara von Assisi geweiht.

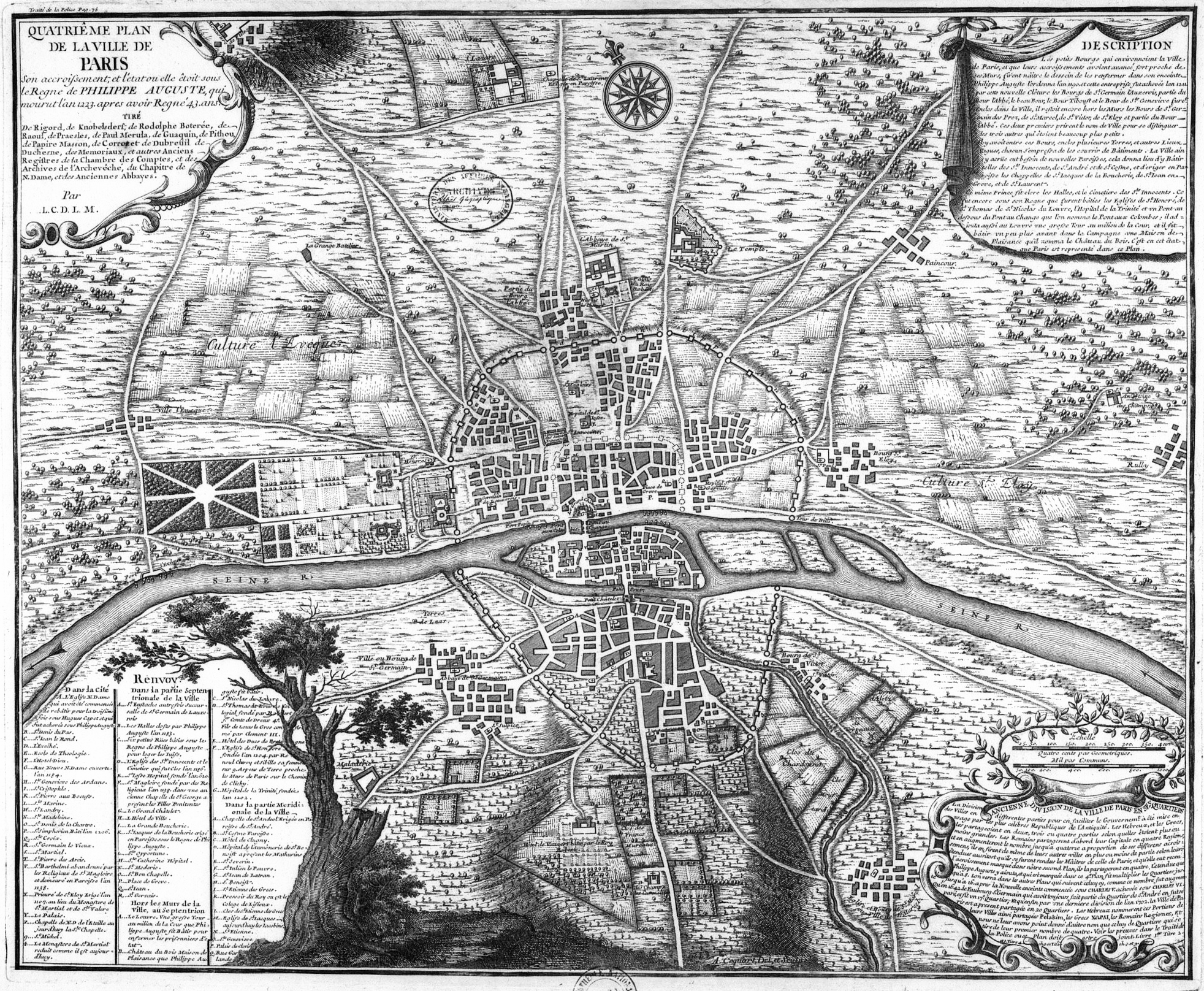
Paris und die Stadtmauer Philippe Augustes im Jahr 1223.
Rechts unten, außerhalb der Stadt, sind die Kirche und der Marktflecken Saint-Marcel, hier auch Butte Saint-Marcel genannt, zu sehen.

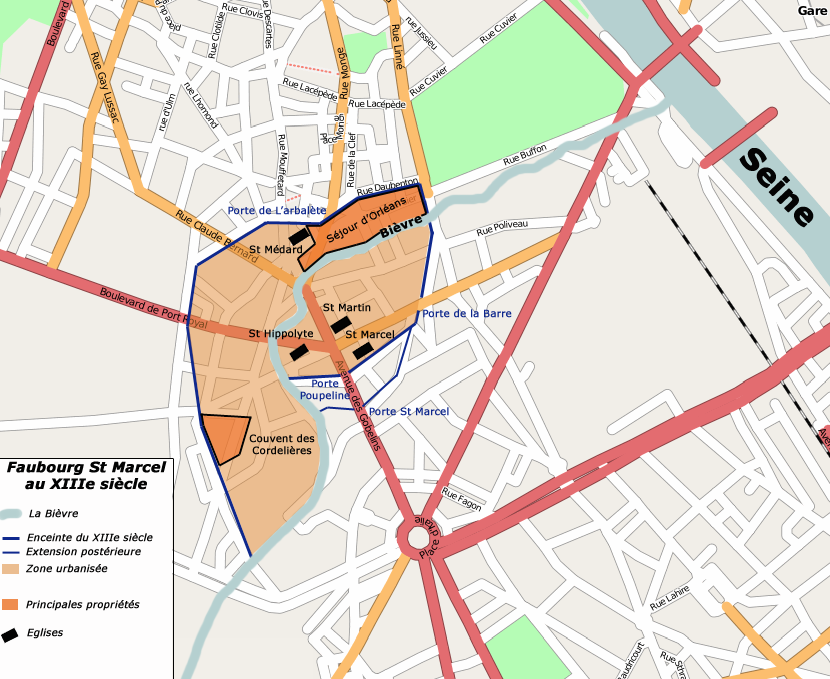
Karte mit der Lage des Marktfleckens Bourg Saint-Marcel und des Couvent des Cordelières im 13. Jahrhundert, im Vergleich zum heutigen Straßennetz

## Geschichte
Der Orden der Klarissen war im Jahr 1212 mit Hilfe des heiligen Franz von Assisi (um 1181/1182–1226) von Klara von Assisi (1194–1253) in dem gleichnamigen Ort in Umbrien (Italien) gegründet worden und befolgte die von der Ordensstifterin formulierte Ordensregel. Er breitete sich rasch in Italien und Spanien, aber auch in Frankreich aus, wo beispielsweise die selige Isabella, eine Schwester König Ludwigs IX. des Heiligen, im Jahr 1255 die Klarissenabtei Longchamp bei Paris stiftete.
Im Jahr 1270, dem Sterbejahr Ludwig IX. und der Thronbesteigung Philipps III. gründete der Schwiegersohn des verstorbenen Königs, Theobald II., König von Navarra und Graf von Champagne (als Théobald V.), Gemahl der Isabella von Frankreich, ein Klarissenkloster vor den Toren der Stadt Troyes.
Der Gönner der Klostergemeinschaft starb noch im selben Jahr, ein Jahr später auch seine Witwe Isabella. Knapp zwanzig Jahre später – inzwischen war im Jahr 1285 Philipp IV. der Schöne auf Philipp III. gefolgt – gelangten die Cordelières durch eine Stiftung in den Besitz von drei Häusern in einem Marktflecken vor den Toren von Paris, dem Bourg Saint-Marcel, wohin sie ihr Kloster im Jahr 1289 verlegten. Dabei scheinen sowohl Isabellas jüngere Schwester Blanche von Frankreich als auch ihre Mutter Margarete von Provence eine bedeutende Rolle gespielt zu haben. Letztere hatte sich seit der Thronbesteigung ihres Enkels Philipp IV. vollkommen vom Hofe zurückgezogen und besaß ab 1290 ein Manoir (Herrenhaus) in der unmittelbaren Nachbarschaft des Klosters.
Beide werden sie in verschiedenen Texten als Gründerinnen des Couvent des Cordelières im Bourg Saint-Marcel angeführt. Beide wählten sie das Kloster zu ihrem Witwensitz, und beide starben sie dort. Margarethe von Provence († 1295) wurde in Saint Denis in der Grablege der Könige von Frankreich neben ihrem Gemahl bestattet, der zwei Jahre später heiliggesprochen werden sollte. Blanche († 17. Juni 1320) fand ihre letzte Ruhestätte in der Klosterkirche Sainte Claire de l’Oursine (oder Lourcine). Später zog sich auch Isabella von Valois (1313?–1383), die 1356 verwitwete Halbschwester Philipps VI. in dieses Kloster zurück, wo sie am 28. Juli 1383 verschied und beigesetzt wurde.
Im Jahre 1693 erteilte Ludwig XIII. die Genehmigung für die Gründung einer Filiale, die unter dem Namen "Couvent des Petites-Cordelières" zuerst in der rue Payenne im Marais-Viertel angesiedelt war und später in der rue de Grenelle.
Das Kloster wurde 1790 aufgehoben. Sechs Jahre später wurden die Gärten parzelliert und von Straßen durchzogen. Die verlassenen Gebäude dienten von 1825 bis 1833 unter der Bezeichnung „maison de refuge et de travail“ als Auffanglager für Bettler, dann als Hospiz für geschlechtskranke Frauen und als Waisenhaus für die Kinder, die ihre Eltern in der großen Cholera-Epidemie (1832) verloren hatten. Zeitweise waren auch eine Fabrik und diverse Handwerksstätten darin untergebracht, bis die Gebäude 1863 als Hôpital de Lourcine endgültig zum Krankenhaus bestimmt wurden. Dieses trug ab 1892 den Namen des französischen Arztes, Anatomisten und Anthropologen Paul Broca und wurde 1973 abgerissen. Auf dem Gelände steht noch heute das Relikt einer Wand des Klosters.
Siehe auch: Männerkloster der Cordeliers, Abtei Longchamp

## Äbtissinnen
- Gilles de Sens aux Palecteaux, erste Äbtissin
- Eudeline (1330), Tochter des Königs Ludwig X.
- Jeanne Culdoë (1351 und 1372)
- Marie de Hangest (1360 und 1376)
- Jeanne de Croy († 1512), Tochter von Antoine I. de Croÿ, Graf von Beaumont, Porcéan und Guînes († 1475) (Haus Croy)
- Philippine d'Angennes de Rambouillet (1564)
- Madeleine Le Rebours (1635)
- Jacqueline Crespin (1659)
- Marie-Anne Gayardon (1741)

## Beisetzungen
In der Klosterkirche wurden beigesetzt:
- Blanche (* 1253 in Jaffa; † 17. Juni 1320 in Paris) gründete 1286 das Kloster der Cordelières in Paris, wo sie auch begraben wurde, Tochter des Königs Ludwig IX.
- Mathilde von Châtillon (* wohl 1293, † 3. Oktober 1358) Tochter des Guido (Guy) III. von Châtillon, Graf von Saint-Pol, 3. Ehefrau des Grafen Karl I. von Valois

## Anmerkung
Die in verschiedenen Schriften erwähnte abbaye de Saint Marcel ist zweifellos mit dem Klarissinnenkloster im Bourg Saint-Marcel identisch. Wann dieses Kloster zur Abtei erhoben wurde, konnte nicht eindeutig festgestellt werden.
In Paris und seiner Umgebung sind weder ein anderes Kloster, noch eine andere Abtei mit der Bezeichnung oder dem Namenszusatz Saint-Marcel zu ermitteln, sondern lediglich das Kollegiatstift Saint-Marcel des gleichnamigen, seit mindestens 811 im Bourg Saint-Marcel angesiedelten Stiftskapitels und die Kirche St. Marcel in Saint Denis.
Auch die Deutung der abbaye de Saint-Marcel im Sinne einer (beliebigen anderen) Abtei im Bourg oder Faubourg Saint-Marcel führt für den Zeitraum des Mittelalters zu keinem Ziel. Weder Hercule Gérauds ausführliche Auswertung der Steuerrolle von 1292, noch die vor der Revolution von Jean Lebeuf unter dem Titel Histoire de la ville et de tout le diocèse de Paris verfasste Geschichte der Diözese von Paris, noch andere eingesehene Quellen enthalten Hinweise auf ein anderes mittelalterliches Kloster als jenes der Cordelières de Saint-Marcel. Eine Ausnahme bildet Alfred Fierros Histoire et Dictionnaire de Paris. Einzig der Autor dieses Werkes erwähnt eine angeblich lange vor der Gründung des Klarissenklosters (1289) existierende abbaye de Saint-Marcel (Abtei in Saint-Marcel), die lange vor der Gründung des Klarissenklosters (1289) existiert haben soll. Laut Fierro seien die an der Abtei Saint-Germain-des-Prés und an dieser von ihm erwähnten Abtei im Bourg Saint-Marcel durch die Verwüstungen der Normannen im 9. Jahrhundert entstandenen Schäden um das Jahr 1000 noch nicht behoben gewesen und habe die letztgenannte Klosteranlage erst dank der Unterstützung König Heinrichs I., dessen Regierungszeit in die Jahre von 1031 bis 1060 fällt, wieder aufgerichtet werden können. Aufgrund der vorstehenden Ausführungen darf angenommen werden, dass Fierro mit größter Wahrscheinlichkeit das Wort chapitre (Kapitel) falsch ausgelegt und das Stiftskapitel des oben genannten Kollegiatstifts Saint-Marcel mit einem Klosterkapitel verwechselt hat. Dies ist umso plausibler, als Fierro danach nur noch das Kloster der Cordelières als abbaye de Saint-Marcel bezeichnet und von keiner anderen mittelalterlichen Klosterniederlassung im Bourg Saint-Marcel mehr berichtet.
Erst im 17. Jahrhundert entstanden zwei weitere Frauenklöster in der näheren Umgebung, und zwar das Augustinerinnenkloster "Couvent des religieuses hospitalières de la Miséricorde de Jésus" (1655), am Saum der von Paris zum Faubourg Saint-Marcel führenden Straße (rue Mouffetard), wobei zu bemerken ist, dass dieser Straßenabschnitt zuvor zum Bourg Saint-Médard gehörte, und das Benediktinerinnenkloster "Couvent des filles anglaises" (1677) im südlichen Bereich der früheren rue de Lourcine.